# Carmen Santos Queiruga
Carmen Santos Queiruga (Puerto del Son, 24 de mayo de 1981) es una política gallega, diputada en el Parlamento de Galicia por Podemos.

## Biografía
Licenciada en Ciencias Políticas por la Universidad de Santiago de Compostela, es funcionaria del Instituto de Investigaciones Marinas del CSIC en Vigo desde 2007.